# Visual Shock Vol. 2.5: Celebration
Visual Shock Vol. 2.5 "Celebration" è la terza pubblicazione video degli X Japan sotto la CBS/SONY. Contiene tre videoclip, di cui una versione live della canzone Endless Rain registrata nel febbraio del 1990.
Il videoclip principale è quello di Celebration che, in questa versione, ha una durata di oltre dieci minuti.

## Tracce
1. Celebration (Remix Original Long Version Video Clip) - (HIDE - HIDE)
2. Week End Video Clip - (YOSHIKI - YOSHIKI)
3. Endless Rain (Live at Budokan 1990.2.4) - (YOSHIKI - YOSHIKI)

## Formazione
- Toshi - voce
- TAIJI - basso
- PATA - chitarra
- Hide - chitarra
- Yoshiki - batteria, pianoforte